# Ótaki Ami
Ótaki Ami (大滝 麻未; Hepburn: Ōtaki Ami) (Hiracuka, 1989. július 28. –) japán válogatott labdarúgó.

## Klub
A labdarúgást az Olympique Lyonnais csapatában kezdte. 15 bajnoki mérkőzésen lépett pályára és 11 gólt szerzett. 2013-ban az Urawa Reds csapatához szerződött. 2014-ben az En Avant Guingamp csapatához szerződött. 2017 óta a Paris FC (2017), a Nippatsu Yokohama FC Seagulls (2018) és a JEF United Chiba (2019–) csapatában játszott.

## Nemzeti válogatott
2012-ben debütált a japán válogatottban. A japán válogatottban 3 mérkőzést játszott.

## Statisztika
| Japán válogatott | Japán válogatott | Japán válogatott |
| Időszak          | Mérk.            | gól              |
| ---------------- | ---------------- | ---------------- |
| 2012             | 1                | 0                |
| 2013             | 2                | 0                |
| Összesen         | 3                | 0                |

## Sikerei, díjai
Klub
- Japán bajnokság: 2014